# 鲁达诺夫斯基半岛
鲁达诺夫斯基半岛（俄语：Полуостров Рудановского）是滨海边疆区奥尔加区的半岛，分隔了弗拉基米尔湾的南湾和北湾。1857年7月25日，在属于尼古拉·马特韦耶维奇·契哈乔夫指挥的美国号护卫舰的安德烈·米哈伊洛维奇·丘季诺夫指挥的堪察加人号小艇“发现”了它，以尼古拉·瓦西里耶维奇·鲁达诺夫斯基命名。